# UMH group
«UMH group» (англ. United Media Holding group) — колишня українська міжнародна мультимедійна група, виробник медіа-контенту.

## Про групу
Заснована Борисом Ложкіним. Управляє портфелем з понад 50 брендів з лідерськими позиціями на ринках інтернет, радіо та преси, що охоплюють комірки новин, політики, економіки та бізнесу, спорту, моди, життя зірок і ТБ. У портфелі компанії більше десятка українських і міжнародних медіабрендів, головні з яких — Forbes Ukraine і Vogue Ukraine (з видавництвом Conde Nast укладений стратегічний договір, що надає UMH group право розвивати на території України кілька проектів).
Займає 15-у сходинку в рейтингу найбільших медіакомпаній, що працюють на ринках пострадянських країн, будучи другим за обсягом аудиторії медіахолдингом України (після StarLight Media).
Основний вид бізнесу — виробництво контенту для всіх видів медіа: інтернету, радіо та періодичної преси, а також рітейлу, поліграфії. Головний офіс компанії-керівника знаходиться в Києві. Є офіси і представництва в 43 містах України та Росії.
Акції компанії розміщувалися на Франкфуртській фондовій біржі. Член міжнародної організації WAN-IFRA. Компанія-керівник — Український Медіа Холдинг.

## Історія
Холдинг заснований наприкінці 1990-х років українським підприємцем Борисом Ложкіним на базі газети «Теленеделя». Перший номер «Теленедели» побачив світ 1994 року в Харкові. За короткий період видання вийшло на національний рівень і стало найпопулярнішим журналом про «зірок» в Україні. На сьогоднішній день журнал «Теленеделя» входить до десятки найбільших друкованих брендів пострадянського простору (лідер серед видань життя знаменитостей в Україні, шосте місце за обсягом аудиторії в СНД) з аудиторією 5,2 млн читачів.
1998 року холдинг розширюється — у Києві розпочинається видання газети «Деловая неделя», згодом проданої Вадиму Рабиновичу. У цьому ж році UMH отримує ліцензію на випуск тижневика «Аргументи і Факти в Україні». 1999 року Борис Ложкін отримує у ВД «Комсомольська правда» (Росія) 6 підприємств «КП в Україні» і стає видавцем газети «Комсомольская правда в Україні». Запускаються також локальні версії «Експрес-газети» та «Известий». Пізніше, 2002 року в партнерстві з Геннадієм Боголюбовим створюється поліграфічна компанія «Укрполіграфмедіа» і підписується контракт про початок мовлення в Україні радіостанції «Європа плюс». Всього за шість років у структурі UMH з'явилося більше десяти успішних медіапроектів, і динаміка розвитку дозволила групі стати найбільшим гравцем на українському ринку преси. 2000 року сукупний тираж усіх видань в цьому році виростає майже до 58 млн примірників. У партнерстві з братами Суркісами створюється газета «Команда» та радіо «Киевские ведомости».
2001 року запускається «Доросле радіо», з якого і починається рух компанії до мультимедійності і створення однієї з найбільших радіогруп в Україні. На сьогоднішній день в управлінні UMH group знаходилися 4 мережевих («Радіо П'ятниця» і «Авторадіо») і 2 локальні («NRJ» і «Lounge FM») радіостанції. З моменту запуску першої радіостанції в 2001 році, UMH group стала одним з найбільших холдингів українського радіоринку з денною аудиторією 4,5 млн чоловік.
2003 року UMH group виходить на російський ринок. За кілька років російський підрозділ компанії — видавничий дім «Популярна преса» збудував одну з найширших регіональних мереж, з відділеннями в 22 містах. Сьогодні компанія входить до топ-10 видавничих будинків Росії і управляє такими брендами: «Теленеделя», «Футбол», «Історії з життя», «Успіхи і поразки», «Історія про кохання». Середня аудиторія одного номера журналів становить 5.4 млн чоловік, а загальний тираж усіх видань у 2012 році склав 42.5 млн копій.
З 2006 року UMH group починає розвивати свою рітейл мережу «Твоя преса», яка згодом стала найбільшою національною мережею з продажу періодики та супутніх товарів. З другої половини 2000-х одним з головних напрямків діяльності UMH є Інтернет. 2008 року UMH group отримує третину акцій популярного порталу i.ua, що стало відправною точкою для нового етапу у розвитку медіа- холдингу. Інтернет став одним з головних напрямків бізнесу для UMH group.
Всього за 5 років медіа-холдинг досяг лідируючих позицій в Україні по аудиторії і рекламними доходами в інтернет. На сьогоднішній день, ресурси покривають близько половини українських інтернет-користувачів, а частка групи на ринку інтернет-реклами — 29 %. За охопленням аудиторії UMH входить до топ-5 компаній, що оперують на українському ринку. Портфель вебпроектів UMH налічує близько 20 популярних ресурсів, в числі яких провідні проекти: tochka.net, korrespondent.net, Bigmir)net, i.ua, Football.ua.
Внаслідок, UMH group об'єднав інтернет-активи з KP Media та «Медіа групою Україна» у компанію United Online Ventures (I.ua, Bigmir)net, tochka.net). 2008 року компанія першою серед українських медіакомпаній проводить приватне розміщення на Франкфуртській фондовій біржі, виручивши $45 млн за 15 % акцій і отримавши капіталізацію в $300 млн.
Починаючи з 2010 року UMH group активно розвиває портфель медіабрендів: отримується частка Петра Порошенка в журналі «Кореспондент»" і порталах Bigmir)net і Korrespondent.net, підписано стратегічні контракти з відомими американськими видавничими будинками Forbes Media і Conde Nast, які надали UMH group право видавати в Україні журнали Forbes (виходить в Україні з 2011-го), Vogue Ukraine (перший номер вийшов на початку 2013-го).

## Продаж Сергію Курченку
У червні 2013 року Борис Ложкін оголосив про укладення угоди з продажу 98 % акцій UMH group групі компаній СЄПЕК. Експертна оцінка суми угоди, публікувалася в пресі — $450-500 мільйонів. За оцінкою Forbes.ua, продаж UMH group увійшла до 10 найбільших M&A-угод 2013 року. UMH group займає четверту позицію в загальному списку.
Партнер юридичної компанії «Ващенко, Бугай та партнери» Денис Бугай повідомив, що угоду з продажу UMH Group обслуговували понад 30 юристів з трьох українських юридичних компаній, а також — зарубіжних і, в тому числі, escrow-агентство. Угода укладена згідно англійського права і повністю відповідає європейським стандартам", — заявив Бугай.
Операцію планувалося завершити в березні 2014 року, однак на початку листопада 2013 року Борис Ложкін оголосив про дострокове закриття угоди з продажу компанії СЄПЕК 99,9 % акцій UMH group. Всі фінансові зобов'язання за угодою були повністю виконані. За словами Бориса Ложкіна, «акціонери UMH group та партнери задоволені результатами угоди». Опціон з Петром Порошенком по придбанню його долей у «Кореспонденті» та інших спільних проектах був реалізований ще у квітні 2013 року.
17 червня 2013 компанія UMH group продала проект «Фокус» (журнали «Фокус» та ін., сайт focus.ua) українській групі Vertex United.
У березні 2014 року портал «BuzzFeed» опублікував інформацію про те, що американський видавничий дім «Forbes» відкликає у компанії «UMH Group» ліцензію на випуск української версії журналу Forbes. Новина з'явилася після того, як сім'ю «Форбс» залишив Мігель Форбс, колишній медіарадник Курченка. Весь цей час редакція видання перебувала в підвішеному стані, але колективу журналу і сайту оголосили, що ліцензія все ж залишається у Сергія Курченка.
А вже в вересні 2014 року головою наглядової ради UMH group призначили депутата-регіонала Олену Бондаренко.
7 серпня 2015 р. сайт новинний сайт української версії журналу «Forbes» раптово змінив свою адресу з forbes.ua на forbes.net.ua, що свідчило про проблеми з торговою маркою. А 8 серпня 2015 р. був опублікований коментар представника Forbes, в якому стверджується, що згідно з розпорядженням американського уряду, Forbes на 6 серпня 2015 року зробив усі дії, щоб відмовити «Forbes Україна у доступі до контенту і бренду. У зв'язку з цим, Forbes більше не надає UMH Group авторизований доступ до бренду Forbes для сайту UMH або доступ до домену forbes.ua».
Влітку 2016 видавничий дім «Популярная пресса» (опікувалась «доньками» видань медіахолдингу УМХ у РФ) оголосив про своє банкрутство. Російські версії журналів «Теленеделя» та «Футбол» перейшли під власність російського виробничого дому, інвесторами якого є Олексій Погорєлов та Борис Гутцов. Інші видання разом з ВД «Популярная пресса» збанкрутувались.
5 жовтня 2017 року Національна рада з питань телебачення і радіомовлення не продовжила 36 ліцензій радіостанціям УМХ, які мовили під позивними «Авторадіо», «NRJ», «Ретро FM» та Радіо Next.
1 листопада 2019 року прес-служба холдингу повідомила, що радіостанція «Голос столиці» 21 грудня 2019 року припинила своє мовлення до «поліпшення матеріально становища радіогрупи УМХ».
У лютому 2020 року радіостанція «Наше радіо» перейшла під управління холдингу «ТАВР Медіа».
11 вересня 2020 холдинг «1+1 Media» став управителем активів Українського Медіа Холдингу.
Пізніше суд скасував рішення щодо управителя 1+1 Media, таким чином холдинг перейшов знов до АРМА.
З 1 січня 2022 року припинив виходити ряд друкованих видань як «Аргументы и факты», «Совершенно секретно Украина» та «Телескоп». Також припинив роботу і сайт «Аргументы и факты».
23 червня 2022 року головний редактор журналу «Футбол» Артем Франков заявив, що виходить його останній номер.
1 серпня 2022 року припинила в онлайн та в FM своє мовлення радіостанція «Джем ФМ».
Приблизно у 2022 році права на власність онлайн- та друкованими виданнями UMH Group були передані компанії "Український Медіа Дім".

## Статистика
- Цільові ринки компанії — доросле російськомовне населення пострадянського простору (155 млн чол.) Компанія покриває близько 12 % аудиторії або 18,6 млн.
- В офісах компанії в Росії і Україні працює більше 4400 співробітників.

## Показники діяльності
За підсумками 2012 року чистий дохід склав 151.6 млн доларів, EBITDA і чистий прибуток — 28,7 та 16.3 млн доларів відповідно.
| Рік             | 2009    | 2010    | 2011    | 2012    |
| --------------- | ------- | ------- | ------- | ------- |
| Дохід           | 88 472  | 112 586 | 137 637 | 151 648 |
| EBITDA          | 6 340   | 15 381  | 20 500  | 28 726  |
| Чистий прибуток | - 5 087 | 1 236   | 3 434   | 16 336  |